# الاستفتاء الرئاسي العراقي 2002
أجريت انتخابات الرئاسة العراقية للمرة الثانية في تاريخ البلاد الحديث يوم 16 أكتوبر 2002. وفقا للاحصاءات الرسمية كان الاقبال بنسبة 100%، من مجموع المقترعين البالغ عددهم حوالي 11,445,638 ناخب مسجل للمشاركة بيوم الانتخابات. أعلن نائب رئيس مجلس قيادة الثورة العراقي عزة إبراهيم الدوري أن الرئيس صدام حسين حصل على نسبة 100% للتجديد له لولاية رئاسية جديدة من سبع سنوات تنتهي قانونياً عام 2009.
وكان آخر استفتاء على منصب رئاسة الجمهورية قد جرى في 15 أكتوبر 1995، وحصل فيه الرئيس صدام حسين، على نسبة 99,66 بالمئة من أصوات الناخبين.